# هيروكي ساكاي
هيروكي ساكاي (مواليد 12 أبريل 1990 في كاشيوا، تشيبا - اليابان) لاعب كرة قدم ياباني يلعب حاليا لصالح نادي الدرجة الأولى نادي هانوفر 96 الألماني منذ 2012 في مركز الظهير الأيمن في خط الدفاع.

## مسيرته الكروية
لعب هيروكي ساكاي خلال مسيرته الاحترافية مع 3 أندية في أحد عشر موسمًا وسجل خلالها 5 أهداف ضمن 259 مباراة؛ حيث فاز في موسم واحد بالكأس وفي موسم واحد بالدوري.
خاض هيروكي ساكاي مسيرته مع نادي كاشيوا ريسول في موسم 2010، واستمر معه طيلة ثلاثة مواسم، مشاركًا في 51 مباراة سجل خلالها هدفين. ثم انتقل إلى نادي هانوفر 96 في موسم 2012–13 ليلعب معه أربعة مواسم، حيث شارك في 92 مباراة سجل خلالها هدفين أيضًا. لينتقل بعدها إلى نادي أولمبيك مارسيليا في موسم 2016–17 ليلعب معه أربعة مواسم، مشاركًا في 116 مباراة سجل خلالها هدفًا واحدًا.

## روابط خارجية
- هيروكي ساكاي على موقع الاتحاد الدولي (مؤرشف)  (الإنجليزية)
- هيروكي ساكاي على موقع رابطة كرة القدم اليابانية للمحترفين (اليابانية)
- هيروكي ساكاي على موقع إي إس بي إن إف سي (الإنجليزية)
- هيروكي ساكاي على موقع قاعدة بيانات كرة القدم.إي يو (الإنجليزية)
- هيروكي ساكاي على موقع بيانات كرة القدم. دي إي (الألمانية)
- هيروكي ساكاي على موقع ليكيب (الفرنسية)
- هيروكي ساكاي على موقع ناشيونال فوتبول تيمز (الإنجليزية)
- هيروكي ساكاي على موقع Soccerbase.com (لاعب) (الإنجليزية)
- هيروكي ساكاي على موقع Soccerway.com (الإنجليزية)
- هيروكي ساكاي على موقع عالم كرة القدم.نت (الإنجليزية)